# Viera Strnisková
Viera Strnisková (30. října 1929 Hlohovec – 31. srpna 2013 Bratislava) byla slovenská herečka.
Studovala na Filozofické fakultě, později na Lékařské fakultě Univerzity Komenského v Bratislavě. V osmnácti letech začala hrát na Nové scéně v Bratislavě (1948–1950). Poté hrála v Městském divadle v Kolíně (1950–1951), v Divadle Jozefa Gregora-Tajovského ve Zvolenu (1953–1957) a v Nitře (1957–1962). V letech 1962–2004 ve Slovenském národním divadle. Po roce 1989 účinkovala také ve Spišském divadle ve Spišské Nové Vsi. Významná byla i její činnost recitační, rozhlasová a dabingová.
Jejím bratrem je divadelní režisér Vladimír Strnisko. Byla třikrát vdaná, jejím druhým manželem byl režisér Pavol Haspra. Dcera Jana Strnisková (* 1957) se stala také herečkou.

## Filmografie
- 1959 – Pan a hvězdář (princezna z Hornovodského zámku)
- 1963 – Tvář v okně (Haruštiaková)
- 1964 – Případ pro obhájce (Urbančíková)
- 1965 – Náměstí svaté Alžběty (Weimannová)
- 1965 – Smrt přichází v dešti (Holešově)
- 1966 – Živý bič (Ilčička)
- 1967 – Rok na vsi (nevěsta)
- 1967 – Smlouva s ďáblem (lékařka)
- 1968 – Dialog 20-40-60 (žena I.)
- 1968 – Sladký čas Kalimagdory (Lebduchová)
- 1968 – Tři svědci (Řemenová)
- 1970 – Měděná věž
- 1970 – Zločin slečny Bacilpýšky (bezdětná manželka)
- 1972 – ... a pozdravuji vlaštovky (Maruškin matka)
- 1972 – Daleko je do nebe (Klencová)
- 1973 – Srdce na laně (Válková)
- 1973 – Zatykač na královnu (" královniny " matka)
- 1974 – Den, který neumře (Matúšova matka)
- 1974 – Ohnivé křižovatky (Belušová)
- 1975 – Setkání (Mara Dadová)
- 1977 – Rača, láska moja (Orlíková)
- 1978 – Dívka z jezera (Kováčová)
- 1978 – Ne (Belanova)
- 1978 – Pustý dvůr (matka)
- 1978 – Sníh pod nohama (učitelka)
- 1978 – EZO Vlkolinský (matka)
- 1979 – A poběžím až na kraj světa (Káťa)
- 1982 – Předčasné léto (ředitelka školy)
- 1982 – Sůl nad zlato (Matka vil)
- 1984 – Na druhém břehu svoboda (Mrázová)
- 1986 – Kohout zakokrhá (paní lekárnikova)
- 1986 – Alžbětin Dvůr (Zemanka Ruttkayová)

## Ocenění
V roce 1969 získala titul Zasloužilá umělkyně a v roce 2003 jí prezident Rudolf Schuster udělil státní vyznamenání Pribinův kříž II . třídy.